# Кальмар (комуна)
Комуна Кальмар (швед. Kalmar kommun) — адміністративно-територіальна одиниця місцевого самоврядування, що розташована в лені Кальмар на східному узбережжі південної Швеції.
Кальмар 123-я за величиною території комуна Швеції. 
Адміністративний центр комуни — місто Кальмар.

## Населення
Населення становить 63 504 чоловік (станом на вересень 2012 року). 
| Кількість населення комуни Кальмар за 1970-2010 роки | Кількість населення комуни Кальмар за 1970-2010 роки | Кількість населення комуни Кальмар за 1970-2010 роки | Кількість населення комуни Кальмар за 1970-2010 роки | Кількість населення комуни Кальмар за 1970-2010 роки |
| ---------------------------------------------------- | ---------------------------------------------------- | ---------------------------------------------------- | ---------------------------------------------------- | ---------------------------------------------------- |
| Рік                                                  |                                                      |                                                      | Населення                                            |                                                      |
| 1970                                                 | 1970                                                 |                                                      | 52 637                                               | 52 637                                               |
| 1975                                                 | 1975                                                 |                                                      | 52 385                                               | 52 385                                               |
| 1980                                                 | 1980                                                 |                                                      | 52 846                                               | 52 846                                               |
| 1985                                                 | 1985                                                 |                                                      | 54 165                                               | 54 165                                               |
| 1990                                                 | 1990                                                 |                                                      | 56 206                                               | 56 206                                               |
| 1995                                                 | 1995                                                 |                                                      | 58 420                                               | 58 420                                               |
| 2000                                                 | 2000                                                 |                                                      | 59 308                                               | 59 308                                               |
| 2005                                                 | 2005                                                 |                                                      | 60 924                                               | 60 924                                               |
| 2010                                                 | 2010                                                 |                                                      | 62 815                                               | 62 815                                               |
| Джерело: SCB                                         |                                                      |                                                      |                                                      |                                                      |

## Населені пункти
Комуні підпорядковано 15 міських поселень (tätort), більші з яких:
- Кальмар (Kalmar)
- Ліндсдаль (Lindsdal)
- Смедбю (Smedby)
- Рінкабюгольм (Rinkabyholm)
- Юнгбюгольм (Ljungbyholm)
- Трекантен (Trekanten)
- Рокнебю (Rockneby)

## Міста побратими
Комуна підтримує побратимські контакти з такими муніципалітетами:
- Комуна Арендаль, Норвегія
- Савонлінна, Фінляндія
- Сількеборг, Данія
- Паневежис, Литва
- Калінінград, Росія
- Гданськ, Польща

## Галерея

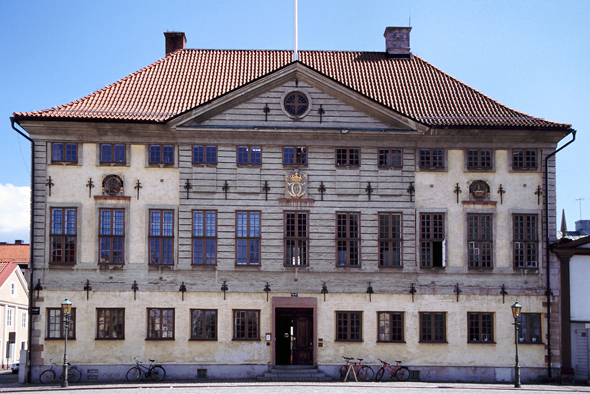
Ратуша (Кальмар)
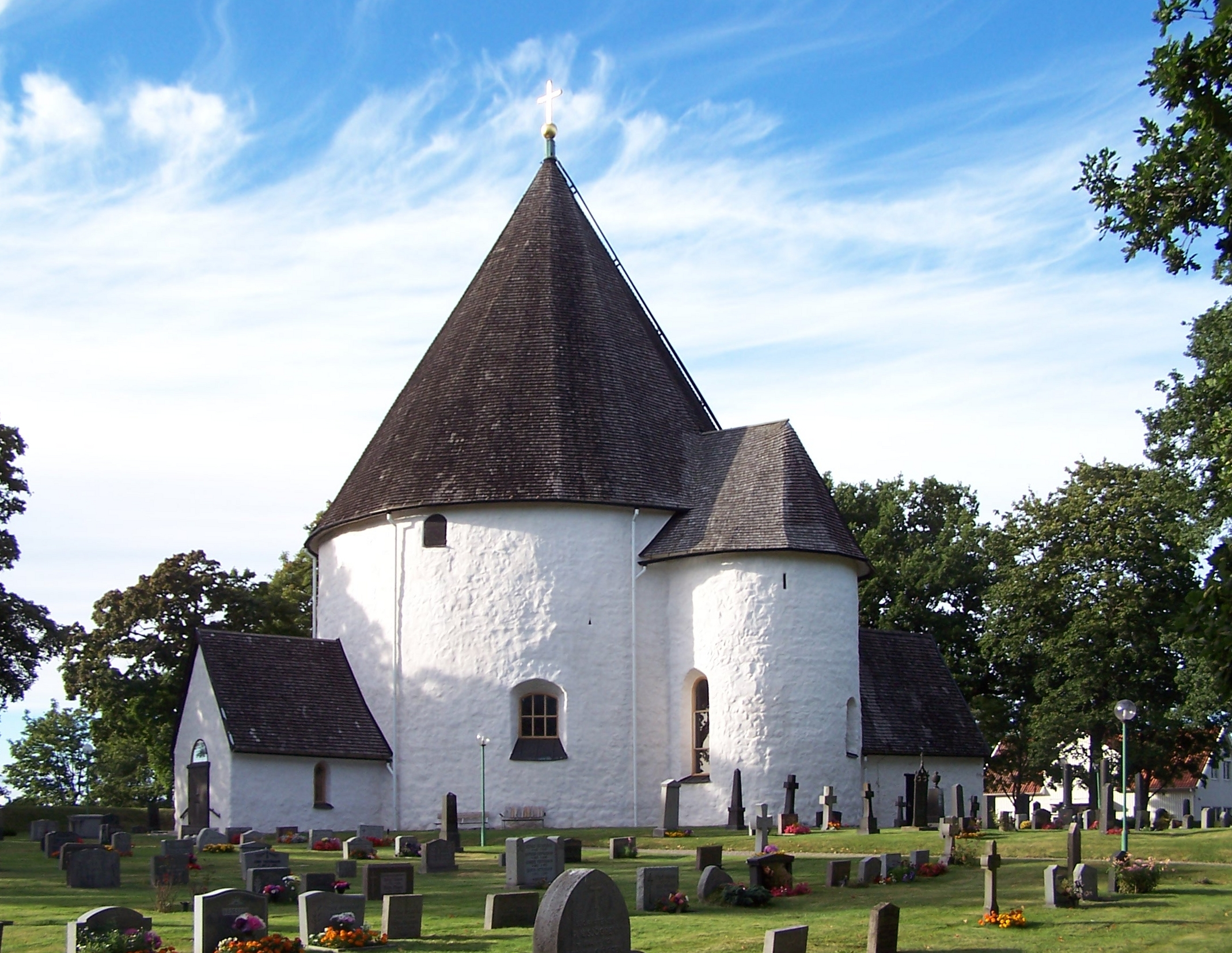
Церква (Гагбю)
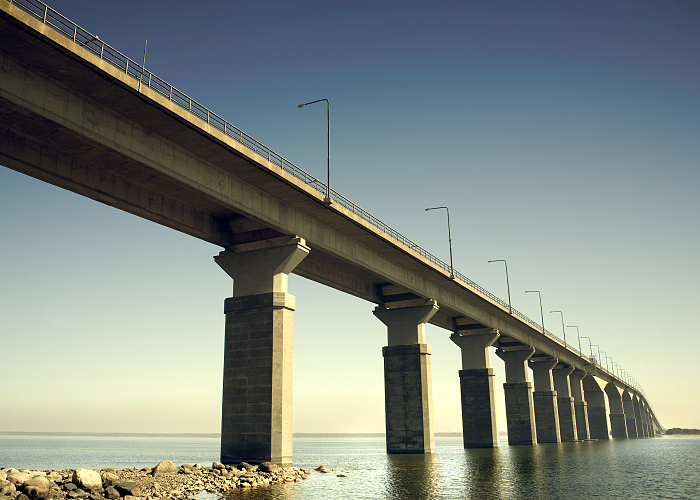
Міст до острова Еланда
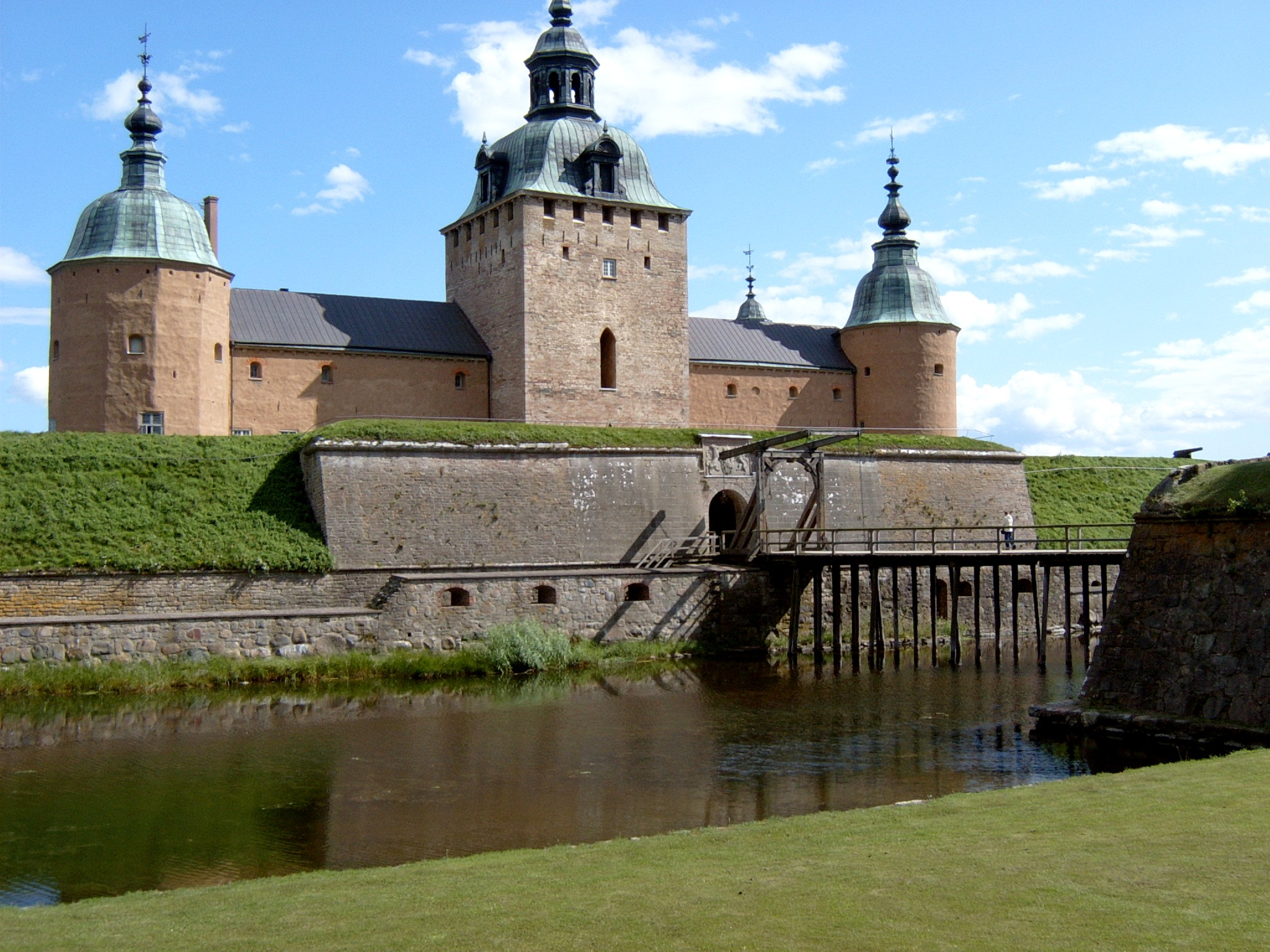
Кальмарський замок

## Виноски
1. ↑  Andersson P. Sveriges kommunindelning 1863-1993 — Mjölby: Draking, 1993. — 132 с. — ISBN 978-91-87784-05-7
2. ↑  Folkmangd i riket, lan och kommuner (шв.) . Центральне бюро статистики Швеції. Архів оригіналу за 20 серпня 2013. Процитовано 28 січня 2013.